# Metopoactia andina
Metopoactia andina là một loài ruồi trong họ Tachinidae.